# Rádio A+ Morada
Rádio A+ Morada é uma emissora de rádio brasileira sediada em Araraquara, município do estado de São Paulo. Opera no dial FM 94.9 MHz, originado da migração AM-FM da antiga Rádio Morada do Sol. A rádio é integrante do Sistema de Comunicação Roberto Montoro, sediado em Araraquara, e foi lançada em 1958 como Rádio Voz da Araraquarense. Operou também em ondas curtas.

## História
Criada com o nome de Rádio Voz da Araraquarense, começou suas atividades em 23 de setembro de 1958, as 19h, fundado pela família Barbieri. Seus primeiros locutores foram: Marly Dorsa, Waldir Picollo, Wagner Picollo, Jonas Tanuri, Dorival Falcone, Márcio Falcão, entre outros. A rádio tinha várias atrações, como o Rotativa 219, Programa da Amizade, Vovô Conta Histórias, entre outros que fizeram o sucesso da emissora que reinava a audiência do interior paulista. Em 1968, estava sendo negociado á venda da emissora, que foi adquirida por Awad Bracha, o mesmo modernizou a rádio e os estúdios se mudaram para a Rua Voluntários da Pátria. No primeiro semestre de 1969, foi adquirida pela família Montoro e no dia 22 de agosto passou á chamar Rádio Morada do Sol em homenagem á cidade.
Em 1979, a família Montoro adquiriu uma concessão em FM e no dia 8 de setembro, entrou no ar a Rádio Morada do Sol FM, na frequência de FM 98.1 MHz, um passo histórico para o crescimento da comunicação na cidade. A FM atuava junto com a AM, mas sua programação focava no conteúdo jovem, com os grandes sucessos do momento.
Em 2014, Roberto Montoro solicita a migração de suas 2 emissoras AM para o FM. Em 2018, a emissora completa 60 anos no ar na faixa AM.
Em 27 de junho de 2019, a emissora faz sua migração para FM 94.9 MHz em fase de testes, o grupo pretende colocar novidades na frequência futuramente, no mesmo ano a FM 98.1, passou á chamar somente Morada FM.
Em janeiro de 2020, o grupo fez mudanças em suas emissoras migrantes do AM, a FM 94.9 passou á se chamar Rádio A+ Morada com seu formato popular e a Cultura AM que migrou para FM 107.5, já que a mesma possui uma Cultura FM em 97.3, passou a chamar 107.5 FM, de formato POP e assim, no dia 31 de janeiro, foram desligados os transmissores da AM.